# Formproof
Der Begriff Formproof bzw. Korrekturabzug bezeichnet den Ausdruck eines ausgeschossenen Druckbogens. Der Formproof wird in der Regel auf einem Tintenstrahldrucker erstellt, ist farbig, aber nicht farbverbindlich. Er dient zur Kontrolle von Stand und Vollständigkeit aller Elemente (Inhalte + druckspezifische Elemente wie Farbmessfelder, Farbabnahmestreifen usw.).
Gilt ein Formproof als freigegeben, schließt sich die Druckformherstellung an (z. B. Plattenbelichtung im Offsetdruck).
Die Formproofs gehen anschließend an die Druckmaschine, wo der erste gedruckte Bogen mit dem Formproof verglichen wird. Hier kommt es wieder auf die Kontrolle von Stand und Vollständigkeit an.